# Max Heß
Max Heß (Chemnitz, 13 luglio 1996) è un triplista tedesco.

## Biografia
Nel 2014 e 2016 ha vinto due medaglie d'argento nel salto triplo, rispettivamente ai campionati del mondo juniores di Eugene e ai campionati del mondo indoor di Portland. Sempre nel 2016 è diventato campione europeo del salto triplo agli europei di Amsterdam. 

## Progressione

### Salto triplo
| Stagione | Misura  | Luogo     | Data      | Rank. Mond. |
| -------- | ------- | --------- | --------- | ----------- |
| 2016     | 17,20 m | Amsterdam | 9-7-2016  | 6º          |
| 2015     | 16,08 m | Forbach   | 31-5-2015 | –           |
| 2014     | 16,55 m | Eugene    | 27-7-2014 | 63º         |
| 2013     | 15,52 m | Donec'k   | 13-7-2013 | –           |

### Salto triplo indoor
| Stagione | Misura  | Luogo    | Data      | Rank. Mond. |
| -------- | ------- | -------- | --------- | ----------- |
| 2016     | 17,14 m | Portland | 19-3-2016 | 2º          |
| 2015     | 16,34 m | Chemnitz | 25-1-2015 | 47º         |
| 2014     | 15,82 m | Chemnitz | 26-1-2014 | –           |

## Palmarès
| Anno | Manifestazione  | Sede           | Evento         | Risultato | Prestazione | Note                                     |
| ---- | --------------- | -------------- | -------------- | --------- | ----------- | ---------------------------------------- |
| 2013 | Mondiali U18    | Donec'k        | Salto triplo   | 8º        | 15,52 m     |                                          |
| 2014 | Mondiali U20    | Eugene         | Salto triplo   | Argento   | 16,55 m     | Miglior prestazione personale            |
| 2015 | Europei indoor  | Praga          | Salto in lungo | 11º (q)   | 7,71 m      |                                          |
| 2016 | Mondiali indoor | Portland       | Salto triplo   | Argento   | 17,14 m     | Miglior prestazione personale            |
| 2016 | Europei         | Amsterdam      | Salto triplo   | Oro       | 17,20 m     | Miglior prestazione personale stagionale |
| 2016 | Giochi olimpici | Rio de Janeiro | Salto triplo   | 15º (q)   | 16,56 m     |                                          |
| 2017 | Europei indoor  | Belgrado       | Salto triplo   | Bronzo    | 17,12 m     |                                          |
| 2017 | Europei U23     | Bydgoszcz      | Salto triplo   | Bronzo    | 16,68 m     |                                          |
| 2018 | Mondiali indoor | Birmingham     | Salto triplo   | 11º       | 16,47 m     |                                          |
| 2018 | Europei         | Berlino        | Salto triplo   | 15º (q)   | 16,32 m     |                                          |
| 2019 | Europei indoor  | Glasgow        | Salto triplo   | Bronzo    | 17,10 m     | Miglior prestazione personale stagionale |
| 2021 | Europei indoor  | Toruń          | Salto triplo   | Bronzo    | 17,01 m     | Miglior prestazione personale stagionale |
| 2021 | Giochi olimpici | Tokyo          | Salto triplo   | 17º (q)   | 16,69 m     |                                          |
| 2022 | Mondiali        | Eugene         | Salto triplo   | 13º (q)   | 16,64 m     |                                          |
| 2023 | Europei indoor  | Istanbul       | Salto triplo   | Bronzo    | 16,57 m     |                                          |
| 2023 | Mondiali        | Budapest       | Salto triplo   | 18º (q)   | 16,48 m     |                                          |
| 2024 | Mondiali indoor | Glasgow        | Salto triplo   | 9º        | 16,66 m     |                                          |
| 2024 | Europei         | Roma           | Salto triplo   | 5º        | 17,04 m     | Miglior prestazione personale stagionale |
| 2024 | Giochi olimpici | Parigi         | Salto triplo   | 7º        | 17,38 m     | Miglior prestazione personale stagionale |
| 2025 | Europei indoor  | Apeldoorn      | Salto triplo   | Argento   | 17,43 m     | Miglior prestazione personale stagionale |
| 2025 | Mondiali indoor | Nanchino       | Salto triplo   | 6º        | 17,03 m     |                                          |

## Altre competizioni internazionali
2017
- Campionati europei a squadre di atletica leggera ( Villeneuve-d'Ascq)

## Riconoscimenti
- Atleta europeo emergente dell'anno (2016)